# Carnus hemapterus
Carnus hemapterus är en tvåvingeart som beskrevs av Christian Ludwig Nitzsch 1818. Carnus hemapterus ingår i släktet Carnus och familjen kadaverflugor. Arten är reproducerande i Sverige. Inga underarter finns listade i Catalogue of Life.

## Bildgalleri

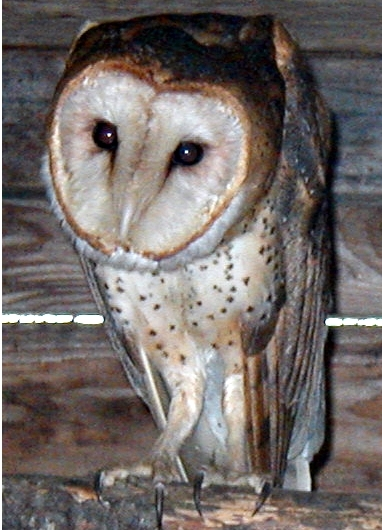
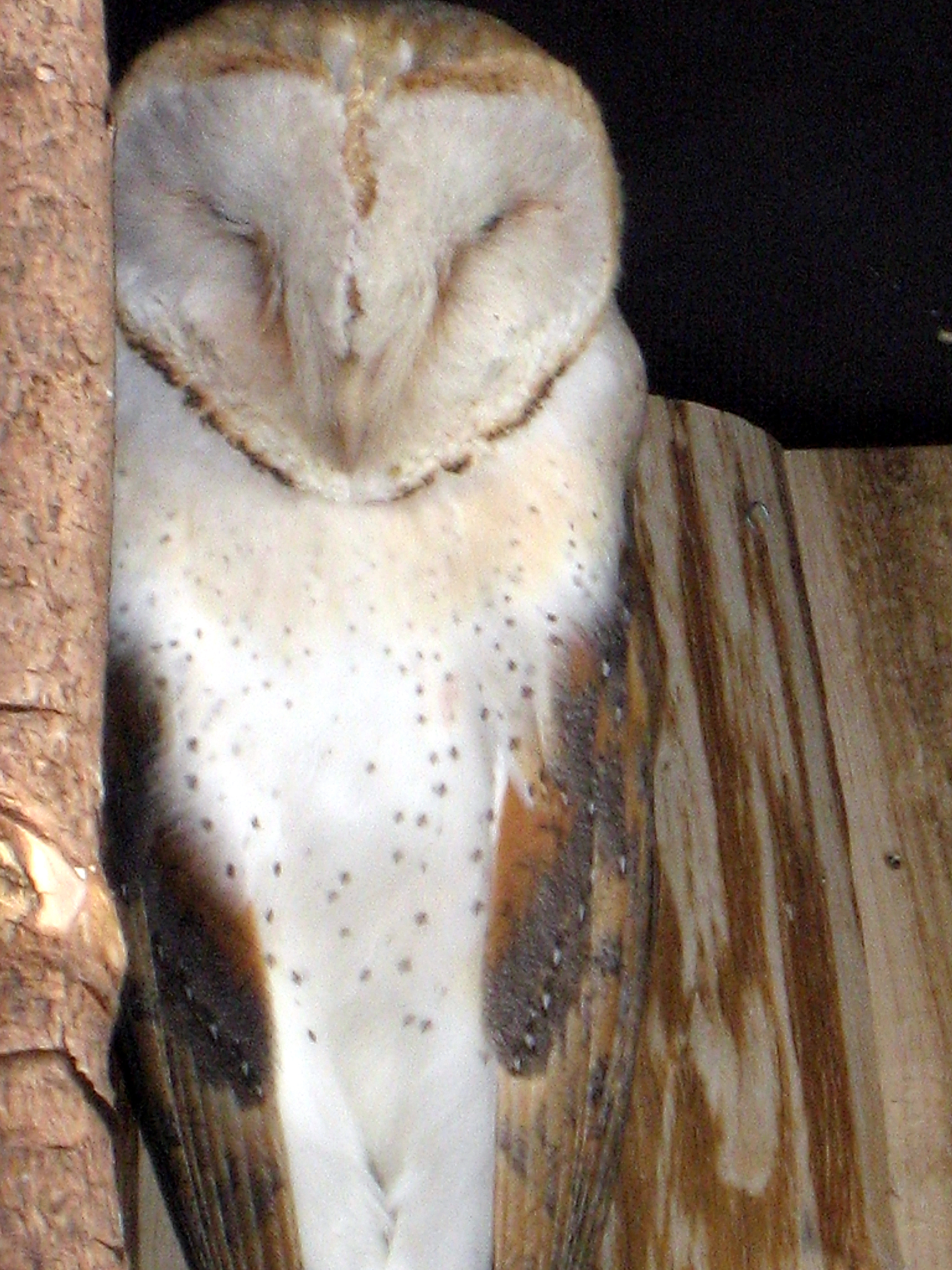
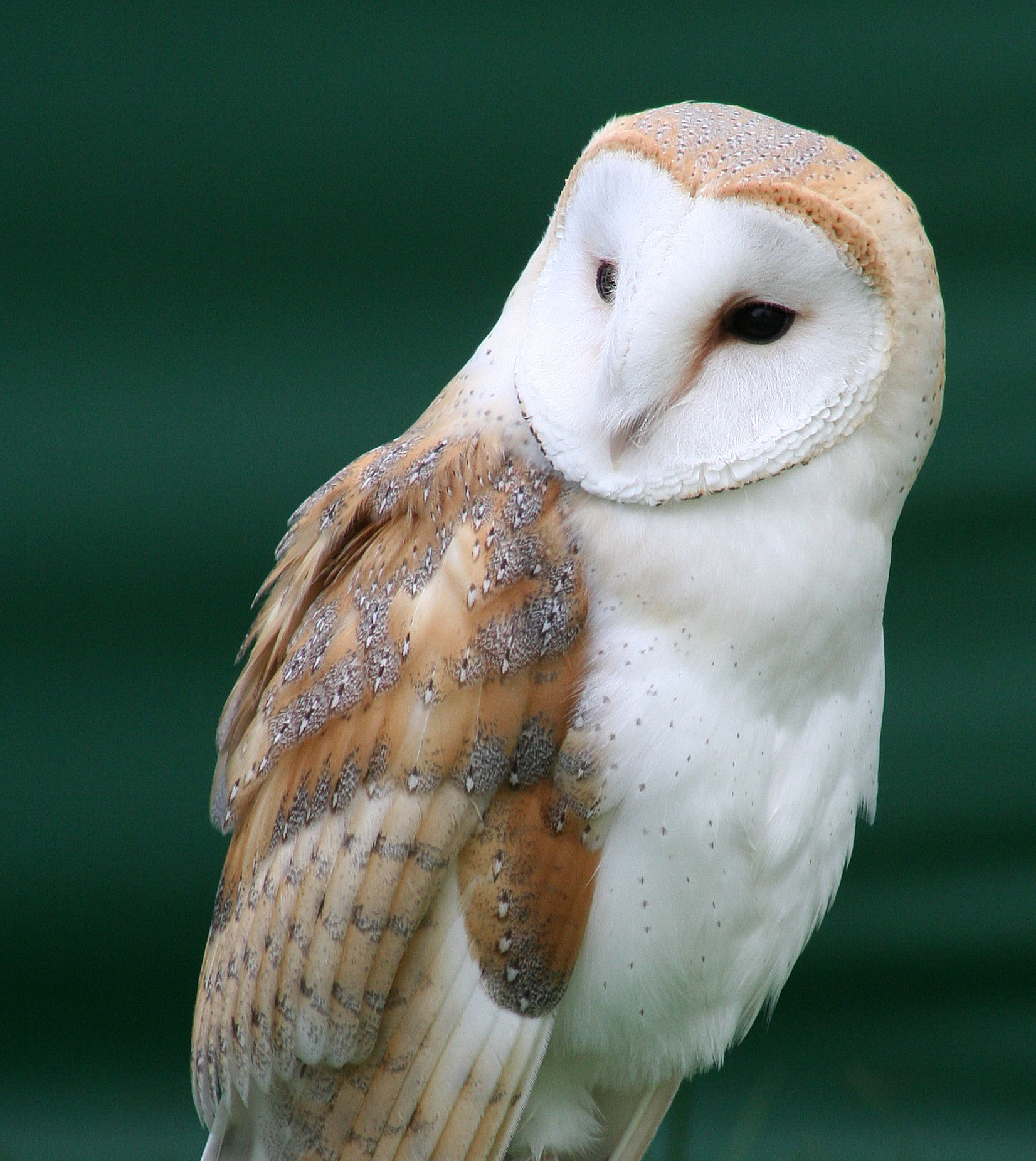